# Federal Financial Institutions Examination Council
Il Federal Financial Institutions Examination Council (FFIEC) è un organismo di coordinamento tra le varie agenzie di vigilanza bancaria e l'applicazione uniforme dei principi di sorveglianza sul sistema bancario e finanziario negli Stati Uniti. Le principali autorità di vigilanza bancaria che partecipano a questo organismo di coordinamento sono: Federal Reserve System, Federal Deposit Insurance Corporation (FDIC), Office of the Comptroller of the Currency (OCC), Office of Thrift Supervision, National Credit Union Administration. Dal 2006, al FFIEC partecipa il Comitato di collegamento con le autorità statali di vigilanza bancaria (in inglese, State Liaison Committee).
Il FFIEC fu istituito nel 1979 dal Financial Institutions Regulatory and Interest Rate Control Act del 1978. Successive leggi hanno aggiunto ulteriori compiti al FFIEC.